# Merremia somalensis
Merremia somalensis är en vindeväxtart som först beskrevs av Wilhelm Vatke, och fick sitt nu gällande namn av Hall. f. Merremia somalensis ingår i släktet Merremia och familjen vindeväxter. Inga underarter finns listade i Catalogue of Life.